# Eleutherodactylus verrucipes
Eleutherodactylus verrucipes är en groddjursart som först beskrevs av Cope 1885.  Eleutherodactylus verrucipes ingår i släktet Eleutherodactylus och familjen Eleutherodactylidae. IUCN kategoriserar arten globalt som sårbar. Inga underarter finns listade i Catalogue of Life.